# Jezospar
De jezospar (Picea jezoensis) is een naaldboom uit de familie der dennen (Pinaceae). De soort werd voor het eerst wetenschappelijk beschreven door Philipp Franz von Siebold en Joseph Gerhard Zuccarini in 1855 en verkreeg zijn huidige wetenschappelijke naam door Élie Abel Carrière.

## Kenmerken
Jezosparren worden gemiddeld 35 à 40 meter hoog, met een diameter van 1 m. De volwassen boom heeft een grijsbruine stam. De naalden bereiken een lengte van 1 à 2 cm.

## Verspreiding
Jezosparren komen voor in Noordoost-Azië. De verspreiding loopt van Mantsjoerije in noordoostelijke richting, naar het Koreaans Schiereiland en de aangrenzende delen in het Russische Verre Oosten, alsmede Honshu, Hokkaido, Sachalin, de Koerilen en Kamtsjatka.

## Synoniemen
- Abies jezoensis Siebold & Zucc.
- Abies microsperma Lindl.
- Picea ajanensis Fisch.
- Veitchia japonica Lindl.[1]

... · 
P. abies (Fijnspar) · 
P. breweriana (Brewers treurspar) · 
P. glauca (Witte spar) · 
P. jezoensis (Jezospar) · 
P. mariana (Zwarte spar) · 
P. obovata (Siberische spar) · 
P. omorika (Servische spar) · 
P. orientalis (Kaukasische spar) · 
P. pungens (Blauwe spar) · 
P. schrenkiana (Kirgiezenspar) · 
P. sitchensis (Sitkaspar) · 
P. smithiana (Himalayaspar) · 
...